# Lymphocytopénie CD4 idiopathique
Pour les articles homonymes, voir ICL.
On parle de lymphocytopénie CD4 idiopathique (ou ICL) lorsque les lymphocytes CD4+ tombent au-dessous de 300 par millimètre cube, ou qu'ils constituent moins de 20 % du total des lymphocytes, en l'absence d'infection due au VIH ou à d'autres causes connues d'immunodéficience. C'est un syndrome rare, hétérogène, et qui ne semble pas être provoqué par un agent transmissible. Ceux qui en sont atteints sont sensibles aux infections opportunistes, à savoir Cryptococcus neoformans, mycobactérie atypique et pneumonie à Pneumocystis jiroveci (PCP).
Les critères pour le diagnostic de lymphocytopénie CD4 idiopathique comprennent les signes suivants :
- La cellule de CD4 mesurée au moins deux fois compte moins de 300/mm3 ou un pourcentage de CD4 inférieur à 20 sur le total des lymphocytes
- Une infection au VIH n'a pu être prouvée en laboratoire
- Absence d'une explication alternative de la lymphocytopénie CD4

L'ICL est une maladie rare : en 1993, un total de 47 cas vérifiés ont été cités dans une enquête financée par les Centers for Disease Control.
À la différence de la chute du nombre de cellules CD4 provoquée par le VIH, les malades atteints de lymphocytopénie CD4 idiopathique ont généralement un pronostic favorable,,,.